# Alexander’s Ragtime Band

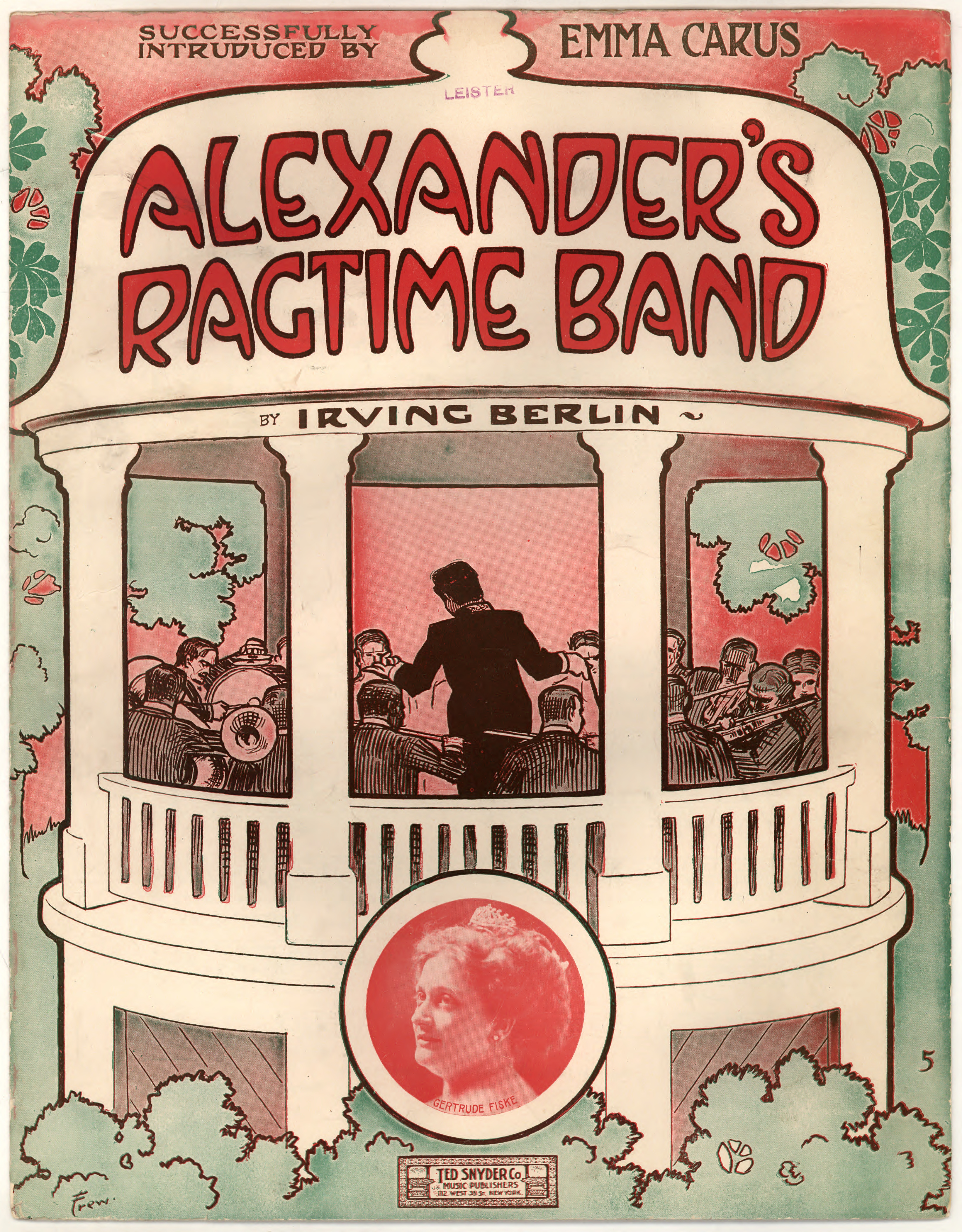
"Alexander's Ragtime Band", 1911

"Alexander's Ragtime Band" to piosenka napisana przez Irvinga Berlina, która w 1911 roku stała się jego pierwszym dużym hitem. Jej tekst odnosi się do afroamerykańskich muzyków, którzy zaistnieli na scenie muzyki popularnej z nowym pomysłem muzycznym – wykonywaniem utworów w szybszym tempie oraz w bardziej ekscytującym oraz rytmicznym stylu. 

## Historia
Piosenka wykonana została przez orkiestrę na statku Titanic, który zatonął 15 kwietnia 1912 roku.
W 1938 roku powstał film oparty na "Alexander's Ragtime Band" o tym samym tytule.
Piosenka była nagrywana przez wielu artystów, wśród których byli m.in. Al Jolson, Billy Murray, Louis Armstrong, George Formby, Bing Crosby, The Andrews Sisters, Liberace, Bessie Smith, Ella Fitzgerald, Liza Minnelli i Ray Charles.
Od roku 1994 pod nazwą "Alexander's Ragtime Band" występuje warszawski zespół, grający "Happy Jazz" lat dwudziestych i trzydziestych XX wieku, założony w 1989 roku pod nazwą "The Warsaw Snipers" przez muzyków Asocjacji Hagaw.
"Alexander's Ragtime Band" w różnych wykonaniach zajmowała pozycje na listach przebojów. Według Newsweeka:
- Cztery różne wersje piosenki zajęły w notowaniach miejsca #1, #2, #3 i #4 w 1911 roku.
- Piosenka w wykonaniu Bessie Smith dotarła do czołowej dwudziestki w 1927 roku.
- Piosenka w wykonaniu Louisa Armstronga dotarła do czołowej dwudziestki w 1937 roku.
- Utwór w wersji Binga Crosby'ego oraz Connee Boswell uplasował się na pozycji #1 w 1938 roku.
- Swingowa wersja piosenki w wykonaniu Johnny'ego Mercera zajęła miejsce na liście przebojów w 1945 roku.
- Bing Crosby z kolejną wersją utworu nagraną w duecie z Alem Jolsonem, uplasował się w pierwszej dwudziestce zestawienia w 1947 roku.
- Nellie Lutcher ze swoją wersją piosenki zanotował sukces na liście z muzyką R&B w 1948 roku.
- Piosenka w wykonaniu Elli Fitzgerald odniosła sukces w notowaniach w 1958 roku.
- Ray Charles nagrał własną wersję piosenki, która wydana została na jego albumie The Genius of Ray Charles.